# Francis Lee
Francis Henry Lee (Westhoughton, 29 aprile 1944 – Manchester, 2 ottobre 2023) è stato un calciatore inglese, di ruolo attaccante.

## Carriera

### Club
Lee iniziò la sua carriera nel Bolton Wanderers, dove rimase fino al 1967, anno in cui venne acquistato dal Manchester City per 60.000 sterline. Con questa squadra Lee vinse un campionato di First Division, una FA Cup, una Coppa di lega, due Community Shield, una Coppa delle Coppe e il titolo di capocannoniere nel 1971-1972, mentre, sempre nel 1972, si classificò terzo nell'edizione della Scarpa d'oro, vinta da Gerd Müller. Inoltre è detentore del record di calci di rigore segnati in una stagione. Nel 1974, poi, l'inglese lasciò il Manchester City e si accasò al Derby County, con cui chiuse la carriera nel 1976 vincendo un'altra First Division e un altro Community Shield.

### Nazionale
Lee, tra il 1968 e il 1972 fece parte anche della Nazionale di calcio dell'Inghilterra, con cui prese parte al mondiale del 1970. Conta ventisette presenze e dieci gol.

## Dopo il ritiro
Dopo il ritiro dall'attività professionistica ebbe grande successo nel mondo degli affari e nel 1994 diventò azionista e presidente del Manchester City e ricoprì questa carica per quattro anni.

## Palmarès

### Club

#### Competizioni nazionali
- Campionato inglese: 2

Manchester City: 1967-1968
Derby County: 1974-1975
- Charity Shield: 3

Manchester City: 1968, 1972
Derby County: 1975
- Coppa d'Inghilterra: 1

Manchester City: 1968-1969
- Coppa di Lega inglese: 1

Manchester City: 1969-1970

#### Competizioni internazionali
- Coppa delle Coppe: 1

Manchester City: 1969-1970